# Johann Horzalka

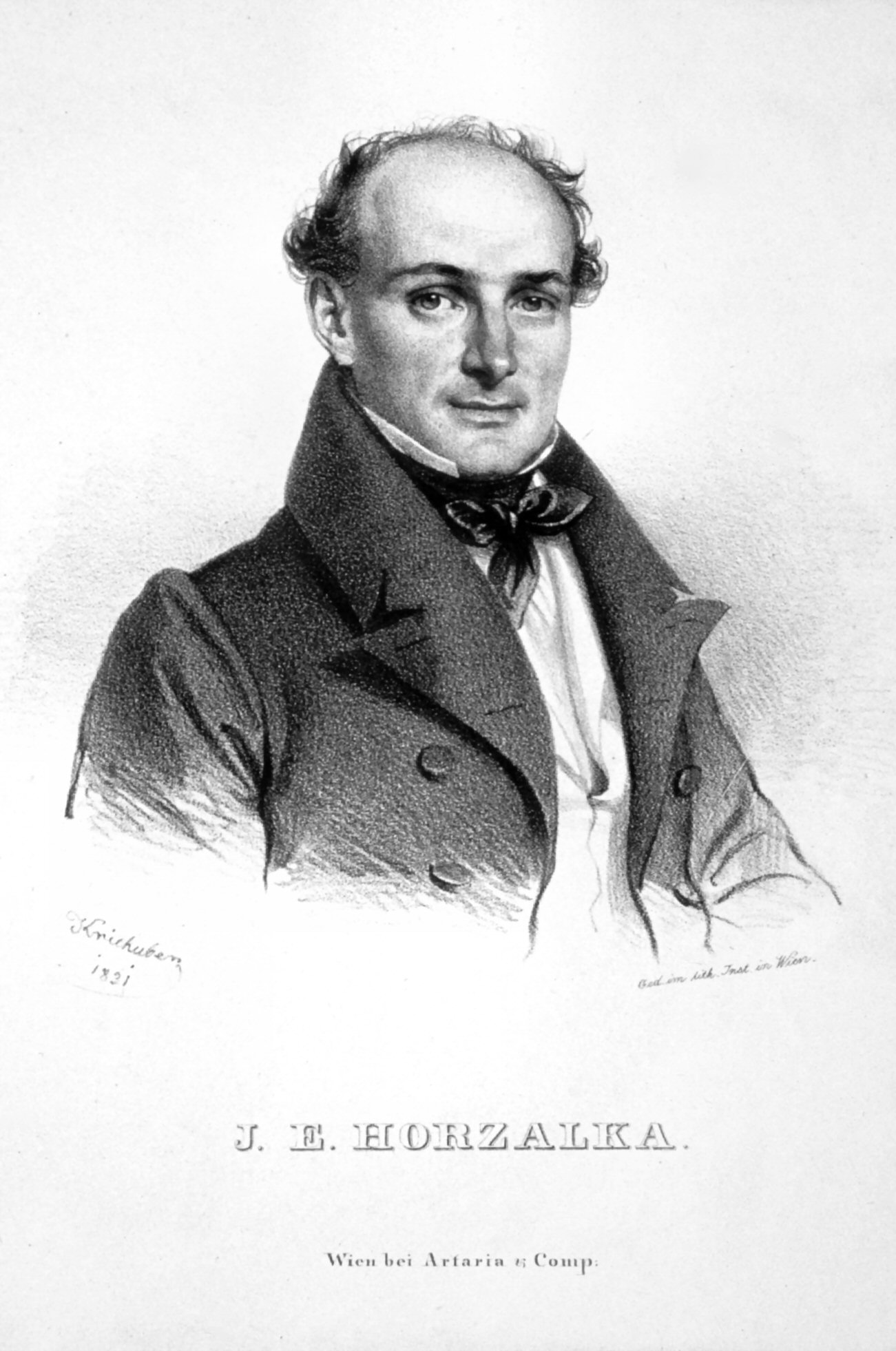
Johann Evangelist Horzalka, Lithographie von Josef Kriehuber, 1831

Johann Evangelist Horzalka (* 1798 in Triesch, Mähren; † 9. September 1860 in Wien) war ein österreichischer Pianist und Komponist.
Johann Horzalka war der Sohn eines Schullehrers und Organisten. Nach Klavier- und Kompositionsunterricht bei Ignaz Moscheles und Emanuel Aloys Förster ließ er sich als Pianist in Wien nieder. Ab 1832 war er als Pianist und Korrepetitor am Theater an der Wien tätig.
Horzalka schrieb neben anderen Klavierkompositionen auch eine Variation über einen Walzer von Anton Diabelli. Dieser hatte 1819 insgesamt 50 Komponisten zu je einer Variation über einen eigenen Walzer angeregt und die Variationenfolge 1824 unter dem Titel Vaterländischer Künstlerverein veröffentlicht; Ludwig van Beethoven verarbeitete dieses Thema in seinen Diabelli-Variationen op. 120.